# Alvar Thiel
Alvar Thiel, född 23 februari 1893 i Stockholm, död 1 oktober 1973 i Farsta, var en svensk seglare.
Han seglade för KSSS. Han blev olympisk silvermedaljör i Stockholm 1912.
Han diplomerades från Handelshögskolan i Stockholm 1913, blev disponent vid NK 1915, tjänsteman vid Skandinaviska banken 1916, vice VD för Industriemmission AB 1917. Delägare i bankirfirman Wittenström & Co 1922, fondchef Uplands Enskilda bank 1934, biträdande direktör 1937, vice VD 1939 och VD 1941–1958.
Thiel var gift med Dagmar Kjellberg och de fick barnen Arthur Thiel 1917 och Lilian Ribbing 1918. Han var son till Arthur Thiel.